# Avenida Central (Braga)

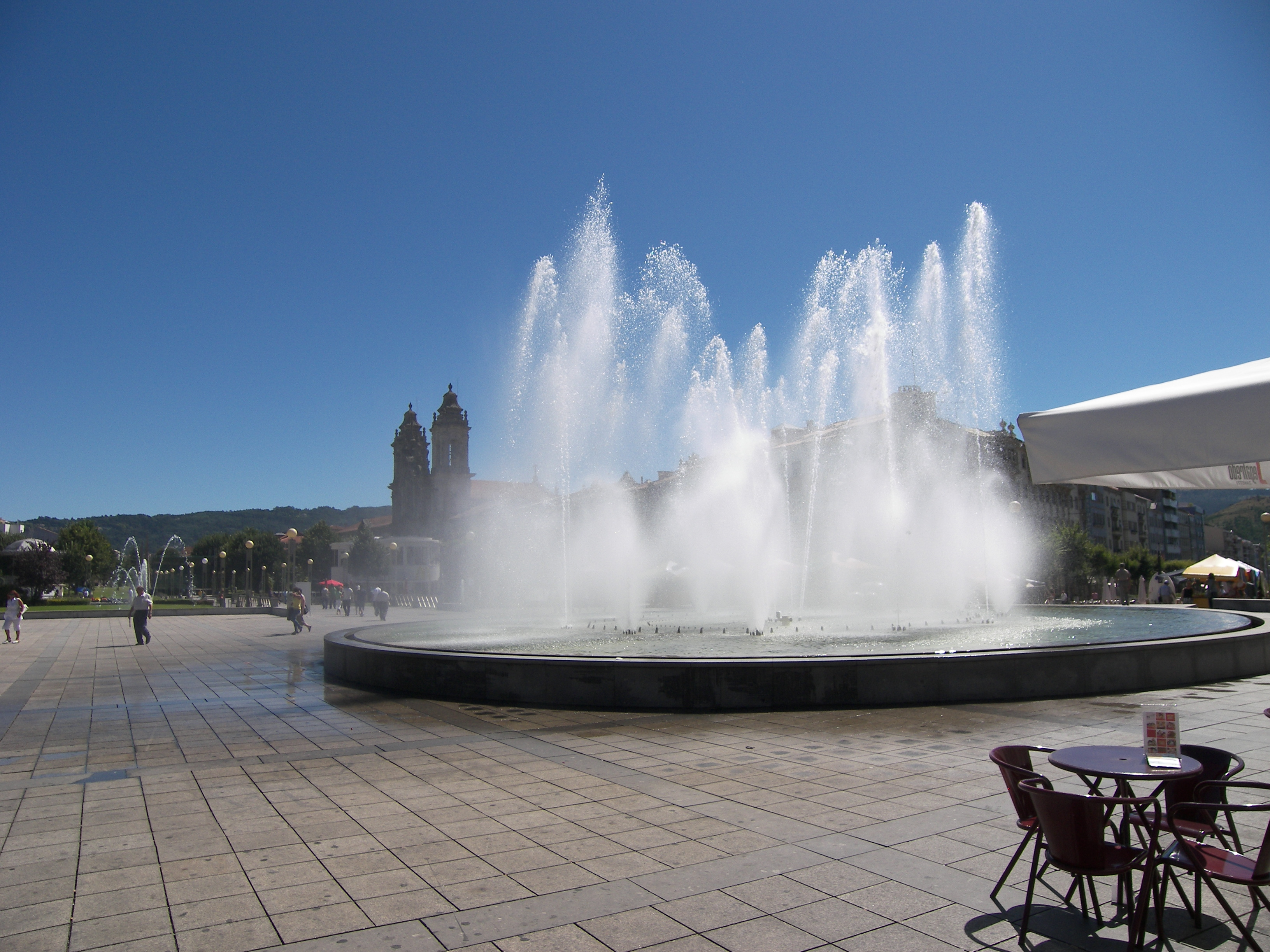
Praça da República, Braga: em primeiro plano a fonte luminosa.

Avenida Central é uma das principais avenidas da cidade de Braga, em Portugal, tendo anteriormente sido conhecida por Avenida dos Combatentes e fica situada no centro histórico da cidade, na freguesia de São José de São Lázaro.  Superando em área a Avenida do Aliados do Porto e o Terreiro do Paço em Lisboa, é a maior praça de Portugal e uma das maiores da Europa. 
A sua origem remonta ao início do século XVI e foi mandada abrir pelo bispo D. Diogo de Sousa. Recebeu então o nome de Campo de Santana, por influência da ermida em honra de Santa Ana erigida nesse espaço.
É a mais central das avenidas do centro da cidade, desenvolvendo-se no sentido este-oeste entre o topos norte da Avenida 31 de Janeiro e da Avenida da Liberdade. O seu topo oeste é também conhecido por Praça da República.